# Джони Джайлс
Джони Джайлс (роден 6 ноември 1940 г. в Дъблин, Ирландия) е бивш професионален футболист, играл за Лийдс Юнайтед през 60-те и 70-те години на миналия век.
След като печели ФА Къп с Манчестър Юнайтед, Джайлс се мести в Лийдс Юнайтед в един от най-успешните периоди на отбора. Играе като полузащитник заедно с партньора му Били Бремнър.

## Кариера
Кариерата на Джони Джайлс започва в юношеския отбор ФК Стела Марис в родния му град Дъблин. До 1956 година се подвизава в младежките формации на аматьорския клуб от Лейнстър, Ирландия - ФК Хоум Фарм. Присъединява се към Манчестър Юнайтед за 10 £ през 1956 година. Дебютът му като титуляр с отбора е прекалено рано заради трагедията в Мюнхен, където осем от играчите на червените дяволи загиват в самолетна катастрофа. Джайлс също е играл и за националния отбор на Ирландия преди 19-ата си годишнина. В следващите четири години той е неизменен титуляр и играе в тима заедно с легендите Боби Чарлтън и Денис Лоу. Юнайтед печелят ФА Къп през 1963 година, след което се той се присъединява към Лийдс Юнайтед за 33 000 £. През първия му сезон в клуба, Лийдс Юнайтед печели титлата във Втора Дивизия. По-късно през сезон 1967-1968 Лийдс Юнайтед печели ФА Къп и Лига Европа. Това е и първият сезон, в който Джони Джайлс получава контузия. През 1971 година Лийдс Юнайтед изненадващо губи от Колчестър Юнайтед в петия кръг на ФА Къп с 3:2. Джайлс вкарва втория гол за Лийдс в мача, но в крайна сметка не успяват да обърнат резултата от 3:0. Лийдс Юнайтед печели своят първи трофей от ФА Къп през 1972 година, когато нанасят поражение на Арсенал с 1:0 на стадион Уембли. През 1979 година Лийдс Юнайтед записва 29 поредни мача без загуба, което им помага да спечелят своята втора титла в историята. Кариерата на Джайлс продължава в Уест Бромич Албиън (1975-1977), Филаделфия Фъри (1978) и Шамрок Роувърс (1977–1983).

## Полезни връзки
- UEFA.com - златния играч на Ирландия
- Джони Джайлс - интервю за ireland-mad.co.uk Архив на оригинала от 2007-09-26 в Wayback Machine.